# Bertolanius birnae
Espèce
Bertolanius birnae est une espèce de tardigrades de la famille des Eohypsibiidae. 

## Distribution
Cette espèce se rencontre au Groenland et en Suède.

## Étymologie
Cette espèce est nommée en l'honneur de Birna Vár Trygvadóttir.

## Publication originale
- Hansen, Kristensen, Bertolani & Guidetti, 2016 : Comparative analyses of Bertolanius species (Eohypsibiidae; Eutardigrada) with the description of Bertolaniusbirnae sp. nov. from northern polar regions. Polar Biology.